# Brusea

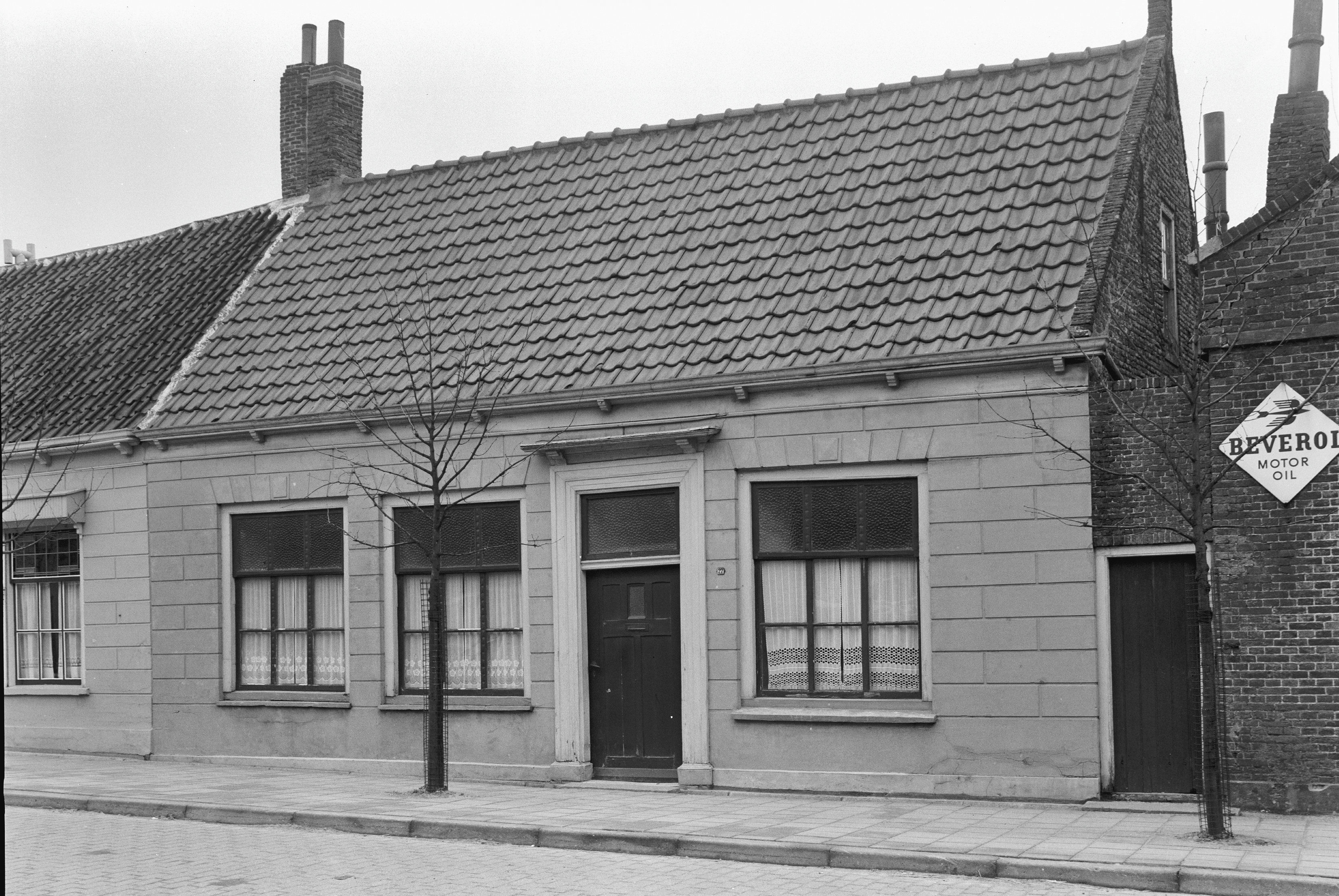
Oudheidkamer, Oudestraat 27 in 1965

Brusea is een Visserij Museum en Oudheidkamer aan de Oudestraat in Bruinisse, een dorp in de gemeente Schouwen-Duiveland, in de Nederlandse provincie Zeeland. Het museum heeft een maritieme collectie en een streek- en stadshistorische collectie.

## Stichting Brusea
Stichting Brusea, de naam is een samentrekking van Bru (Zeeuws voor Bruinisse) en (mu)sea, opgericht in 1998, is de overkoepelende stichting van de twee kleine musea.
In Brusea, vertelt het Visserij Museum, opgericht in 1985, de geschiedenis van de visserij op schelpdieren, waaronder de mosselcultuur, van Zeeland en in het bijzonder van het dorp Bruinisse. De collectie bestaat onder andere uit visserskleding, gereedschap, navigatiemiddelen, maquettes en een schelpenverzameling.
De Oudheidkamer opgericht in 1968, gehuisvest in een monumentenpand, is een voormalige visserswoning met een inrichting van rond 1800. De inrichting  bestaat onder meer uit een pronkkamer, keukeninrichting,  bedsteden en klederdracht.
Naast de vaste collecties, zijn er regelmatig wisselexposities te zien.